# جوزيب هام
جوزيب هام (بالكرواتية: Josip Hamm)‏ هو لغوي كرواتي، ولد في 3 ديسمبر 1905، وتوفي في 23 نوفمبر 1986.